# Тортоса, Хесус
Хесус Тортоса Кабрера (исп. Jesús Tortosa Cabrera, род. 21 декабря 1997, Мадрид) — испанский тхэквондист, призёр чемпионатов мира, Европы и Европейских игр.

## Биография
Родился в 1997 году в Мадриде. В 2014 году завоевал бронзовую медаль чемпионата Европы. В 2015 году стал серебряным призёром Европейских игр.